# ただいま、おかえり
『ただいま、おかえり』シリーズは、いちかわ壱による日本の漫画作品。アンソロジーコミック誌『オメガバースプロジェクト』（ふゅーじょんぷろだくと）にて連載。
第1作『ただいま、おかえり』は同誌の「-Season2-」1（2015年11月24日発売）から6（2016年4月23日発売）まで、第2作『ただいま、おかえり -かがやくひ-』は「-Season III-」1（2016年10月24日発売）から6（2017年3月24日発売）まで、第3作『ただいま、おかえり -またあした-』は「-Season 4-」1（2017年9月23日発売）から6（2018年2月24日発売）まで、第4作『ただいま、おかえり-ひとやすみ-』は「-Season5-」1（2018年11月24日発売）から6（2019年2月23日発売）まで連載され、第5作『ただいま、おかえり-はれのひ-』が「-Season6-」5（2020年1月24日発売）より連載中。
2024年2月時点でシリーズの累計発行部数は360万部を突破している。

## あらすじ
藤吉真生はΩであるせいで偏見に晒されやすい専業主夫。自分に自信が持てず、体調を崩すこともしばしば。そんな彼の心の支えになる夫の弘や息子の輝、それに近所の人々や娘の陽も加わって、真生は段々と前向きになっていく。

## 登場人物
「声」はテレビアニメ版の担当声優。
本作のジャンルであるオメガバースにおける第二の性（α、β、Ω）の役割設定については該当記事を参照

### 藤吉家
藤吉真生（ふじよし まさき）
声 ‐ 田丸篤志、向井莉生（幼少期）
本作の主人公。Ω、10月29日生まれ。格差婚という世間からの偏見もあり、自分に自信が持てない専業主夫。体が弱く、熱を出しやすい。首の後ろに丸い印がある。
藤吉弘（ふじよし ひろむ）
声 ‐ 森川智之
真生の夫。α、5月8日生まれ。家族をこよなく愛すエリートサラリーマン。両親とは格差婚が原因であまり仲が良くない。
藤吉輝（ふじよし ひかり）
声 ‐ 種﨑敦美
α、4月14日生まれ。藤吉家の長男。カエルのぬいぐるみがお気に入り。
藤吉陽（ふじよし ひなた）
声 ‐ 小原好美
α、1月7日生まれ。輝の妹。兄が大好きなブラコン。

### 藤吉家のご近所さん
平井祐樹（ひらい ゆうき）
声 ‐ 八代拓
β、8月27日生まれ。藤吉家の隣家に住む大学生。暗い性格。知泰と仲良し。輝には好かれている。
望月仰人（もちづき あおと）
声 ‐ 浅沼晋太郎
Ω、7月7日生まれ。藤吉家のご近所さん。妻を亡くし、男手一つで満を育てる。αに迫害された過去を持ち、αに対して苦手意識を持っている。
望月満（もちづき みちる）
声 ‐ 本渡楓
Ω、11月15日生まれ。輝の親友。おっとりしているがしっかり者。しかし母を亡くしたトラウマを引きずっている節があり、父にべったり気味。

### 松尾家
松尾知泰（まつお ともひろ）
声 ‐ 鳥海浩輔
α、12月8日生まれ。弘の幼馴染で同僚。祐樹の事が気になるらしい。輝には懐かれていない。
松尾優人（まつお ゆうと）
声 ‐ 増田俊樹
α、6月21日生まれ。知泰の弟で、双子の兄。お菓子作りが得意。悪戯好きで腹黒い性格をしており、輝や満からあまり好かれていない。
松尾秀人（まつお しゅうと）
声 ‐ 興津和幸
α、6月21日生まれ。知泰の弟で、双子の弟。料理が得意。優人同様、悪戯好きで腹黒い性格をしており、輝や満からあまり好かれていない。

### 弘の実家
藤吉浩司（ふじよし ひろし）
声  - ふくまつ進紗（ドラマCD）、辻親八（アニメ）
弘の父。根っからのエリート気質でΩを見下しており、そのせいで息子との折り合いも良くない。そして真生との結婚にも反対していた。しかし輝の仲介で和解することになった。
藤吉晶
声 - 今泉葉子（ドラマCD）、進藤尚美（アニメ）
弘の母で浩司の妻。

### その他
荻原和彦
声 - 寺島惇太
真生のいとこで元婚約者。真生に未練があり、弘や輝との折り合いはあまりよくない。
真生の母
声 - 能登麻美子
真生の母親。物語開始時点ですでに故人。Ωに生まれた息子が周囲に馬鹿にされるのを守れなかったことを悔やんでいた。

## 書誌情報
- いちかわ壱『ただいま、おかえり』ふゅーじょんぷろだくと〈ザ オメガバース プロジェクト コミックス〉、既刊5巻（2025年7月21日現在）
  1. 『ただいま、おかえり』 2016年6月24日発売[13]、ISBN 978-4-86589-200-0
  2. 『ただいま、おかえり -かがやくひ-』 2017年6月24日発売[14]、ISBN 978-4-86589-358-8
  3. 『ただいま、おかえり -またあした-』 2018年4月24日発売[15]、ISBN 978-4-86589-481-3
  4. 『ただいま、おかえり -ひとやすみ-』 2019年4月24日発売[16]、ISBN 978-4-86589-558-2
    - 初回限定版 同日発売[17]、ISBN 978-4-86589-5605

  5. 『ただいま、おかえり -はれのひ-』 2024年4月24日発売[18]、ISBN 978-4-86589-779-1

## ドラマCD

### スタッフ
|                    | 第1作                                                                        | -かがやくひ-                                                                 |
| ------------------ | ---------------------------------------------------------------------------- | ---------------------------------------------------------------------------- |
| 原作               | いちかわ壱                                                                   | いちかわ壱                                                                   |
| 原作               | 『ただいま、おかえり』                                                       | 『ただいま、おかえり-かがやくひ-』                                           |
| 脚本監修           | いちかわ壱                                                                   | いちかわ壱                                                                   |
| 音響監督           | 蜂谷幸                                                                       | 蜂谷幸                                                                       |
| 選曲               | 鈴木潤一朗                                                                   | 鈴木潤一朗                                                                   |
| 音響効果           | 和田俊也                                                                     | 和田俊也                                                                     |
| 録音調整           | 鈴木裕幸                                                                     | 鈴木裕幸                                                                     |
| 音響制作           | デルファイサウンド                                                           | デルファイサウンド                                                           |
| デザイン           | 須川理瑛                                                                     | 須川理瑛                                                                     |
| デザイン           | 今村佳緒里                                                                   | N/A                                                                          |
| 販売               | ふゅーじょんぷろだくと                                                       | ふゅーじょんぷろだくと                                                       |
| スペシャルサンクス | アクセルワン アーツビジョン ヴィムス 俳協 マウスプロモーション [ 19 ] [ 20 ] | アクセルワン アーツビジョン ヴィムス 俳協 マウスプロモーション [ 19 ] [ 20 ] |
| スペシャルサンクス | N/A                                                                          | 大沢事務所 ケンユウオフィス [ 20 ]                                           |

### CD情報
| タイトル                       | 発売日         | 規格品番   | 規格品番 |
| タイトル                       | 発売日         | 特典付き盤 | 通常盤   |
| ------------------------------ | -------------- | ---------- | -------- |
| ただいま、おかえり             | 2020年7月29日  | CBJ-004S   | CBJ-004  |
| ただいま、おかえり-かがやくひ- | 2021年11月26日 | N/A        | CBJ-007  |

## テレビアニメ
2024年4月から6月までTOKYO MXほかにて放送された。

### 制作
2023年9月28日に『ただいま、おかえり』のアニメ化が発表。同年10月27日にティザーサイトと公式X（旧Twitter）アカウント、アニメロゴが公開された。同年11月22日にはスタッフ情報・第1弾キービジュアル・放送情報・原作者コメントが公開された。2024年1月22日には、本編映像を使用した特報PVと、メインキャストの情報が公開された。
メインスタッフには、テレビアニメ『佐々木と宮野』を手掛けたスタッフが起用されている。監督は石平信司、シリーズ構成は中村能子、アニメーション制作はスタジオディーンが担当する。キャラクターデザインには、テレビアニメ『ギヴン』の大沢美奈が起用された。

### スタッフ（テレビアニメ）
- 原作 - いちかわ壱[21]
- 監督 - 石平信司[21]
- 助監督 - 松村樹里亜[27]
- シリーズ構成 - 中村能子[21]
- キャラクターデザイン - 大沢美奈[11]
- サブキャラクターデザイン - 杉本梨渚、福永智子
- プロップデザイン - 土本佳奈
- 美術監督・美術設定 - 黛昌樹[27]
- 色彩設計 - 安住唯[27]
- 撮影監督 - 近藤慎与[27]
- 編集 - 小野寺桂子[27]
- CGディレクター- 内堀裕史
- 音響監督 - はたしょう二[27]
- 音響効果 - 出雲範子[27]
- 音楽 - 大橋恵[27]
- 音楽制作 - 日本コロムビア[27]
- 音楽プロデューサー - 川崎真衣
- プロデューサー - 髙梨舞、伏見怜子、髙橋佳那子、高橋暁、澁谷知子、内田結花、浅水歩、小笠原由記、福井詔雄
- アニメーションプロデューサー - 齋藤隆行
- アニメーション制作 - スタジオディーン[21]
- 製作 - ただおか製作委員会（日活、ソニー・ピクチャーズ・エンタテインメント、クランチロール、カルチュア・エンタテインメント、日本コロムビア、ふゅーじょんぷろだくと、アニマックスブロードキャスト・ジャパン、ムービック、ビットグルーヴプロモーション）

### 主題歌
「ふたつのことば」
MADKIDによるオープニングテーマ。作詞はLINとYUKI、作曲・編曲はhisakuni（SUPA LOVE）。
「つなぎあい」
谷本貴義によるエンディングテーマ。作詞・作曲・編曲はきなみうみ。

### 各話リスト
| 話数   | サブタイトル       | 脚本       | 絵コンテ   | 演出                       | 作画監督 | 総作画監督                   | 初放送日      |
| ------ | ------------------ | ---------- | ---------- | -------------------------- | --- | ---------------------------- | ------------- |
| 第01話 | はじめまして       | 中村能子   | 石平信司   | 村田尚樹                   | 伊更あめ 髙澤美佳 澤井真紀 能條理行 荒井美穂 中島美子 大和田彩乃 周剛                                                                         | 大沢美奈                     | 2024年 4月9日 |
| 第02話 | おともだち         | 中村能子   | 石平信司   | 渡辺正彦                   | 山下英美 鈴木莉乃 久保美月 加藤義貴 小林奈々海 大和田彩乃 武藤健 能地清 渡部ゆかり 寧波麦冬映画                                               | 大和田彩乃 大沢美奈 久保美月 | 4月16日       |
| 第03話 | ごめんなさい       | 山田由香   | 渡部隠寛   | 吉本毅                     | 伊更あめ 澤井真紀 荒井美穂 能條理行 許睿雄 羽根田弓子                                                                                         | 大沢美奈                     | 4月23日       |
| 第04話 | かがやくひ         | 大場小ゆり | 大庭秀昭   | 渡辺正彦                   | 山下英美 久保美月 小林奈々海 加藤義貴 Animore 寧波麦冬映画                                                                                    | 大沢美奈 大和田彩乃 中山由美 | 4月30日       |
| 第05話 | おにいちゃん       | 山田由香   | 薦田かなえ | 薦田かなえ                 | 澤井真紀 伊更あめ 許睿雄 羽根田弓子 Adrain スタジオ せんツル ワン・オーダー                                                                   | 大沢美奈                     | 5月7日        |
| 第06話 | さとがえり         | 中村能子   | 石平信司   | 村田尚樹                   | 村上真紀 久保美月 加藤義貴 小林奈々海 山下英美 張昀 周剛                                                                                      | 大沢美奈 大和田彩乃 中山由美 | 5月14日       |
| 第07話 | ただいま、おかえり | 大場小ゆり | 江副仁美   | 吉本毅                     | 澤井真紀 髙橋紀子 堀井結月 荒井美穂 伊更あめ 羽根田弓子                                                                                       | 大沢美奈                     | 5月21日       |
| 第08話 | あやつなぎ         | 山田由香   | 鈴木佑太   | 渡辺正彦                   | 張昀 加藤義貴 山下英美 久保美月 能條理行 小林奈々海 鈴木莉乃 無錫月霊動画 寧波麦冬映画                                                        | 大和田彩乃 久保美月 大沢美奈 | 5月28日       |
| 第09話 | とまとのこ         | 大場小ゆり | 大畑清隆   | 村田尚樹                   | 伊更あめ 澤井真紀 荒井美穂 髙橋紀子 羽根田弓子 福江光恵                                                                                       | 大沢美奈                     | 6月4日        |
| 第10話 | だいすき           | 山田由香   | 松村樹里亜 | 渡辺正彦                   | 久保美月 張昀 無錫月霊動画 Animore | 大和田彩乃 中山由美          | 6月11日       |
| 第11話 | ばいばい？         | 大場小ゆり | 石平信司   | 薦田かなえ 鈴木佑太 徐恵眞 | 山下英美 髙橋紀子 小林奈々海 張昀 lolroute スタジオ せんツル 無錫月霊動画 EN.studio 温州夢卜動漫設計有限公司 NewAnimation Studio 寧波麦冬映画 | 大沢美奈 大和田彩乃          | 6月18日       |
| 第12話 | またあした         | 中村能子   | 石平信司   | 渡辺正彦                   | 伊更あめ 澤井真紀 小林奈々海 古池ゆかり 荒井美穂 張昀                                                                                         | 大沢美奈 大和田彩乃 中山由美 | 6月25日       |

### 放送局
| 放送期間                | 放送時間                     | 放送局       | 対象地域   | 備考                            |
| ----------------------- | ---------------------------- | ------------ | ---------- | ------------------------------- |
| 2024年4月9日 - 6月25日  | 火曜 0:30 - 1:00（月曜深夜） | TOKYO MX     | 東京都     |                                 |
| 2024年4月11日 - 6月27日 | 木曜 1:00 - 1:30（水曜深夜） | BS日テレ     | 日本全域   | BS放送 / 『アニメにむちゅ～』枠 |
| 2024年4月13日 - 6月29日 | 土曜 2:53 - 3:23（金曜深夜） | 毎日放送     | 近畿広域圏 |                                 |
|                         | 土曜 23:00 - 23:30           | アニマックス | 日本全域   | 製作参加 / BS/CS放送            |

| 配信開始日    | 配信時間                   | 配信サイト | 備考                       |
| ------------- | -------------------------- | --- | -------------------------- |
| 2024年4月9日  | 火曜 0:30（月曜深夜） 更新 | FOD | 独占見放題配信             |
| 2024年4月13日 | 土曜 0:30（金曜深夜） 更新 | Amazon Prime Video クランクイン!ビデオ SPOOX DMM TV ニコニコ動画 HAPPY!動画 バンダイチャンネル ひかりTV dアニメストア [ 注 1 ] Google TV YouTube Rakuten TV Lemino |                            |
| -             | -                          | ビデオマーケット music.jp カンテレドーガ | 放送終了後順次全話一挙配信 |

### BD / DVD
権利元はソニー・ピクチャーズ エンタテインメント、発売・販売元はハピネット（ハピネット・メディアマーケティング）。
| 巻 | 発売日        | 収録話         | 規格品番  | 規格品番  |
| 巻 | 発売日        | 収録話         | BD        | DVD       |
| -- | ------------- | -------------- | --------- | --------- |
| 1  | 2024年9月4日  | 第1話 - 第4話  | BIXA-1461 | BIBA-3641 |
| 2  | 2024年10月2日 | 第5話 - 第8話  | BIXA-1462 | BIBA-3642 |
| 3  | 2024年11月8日 | 第9話 - 第12話 | BIXA-1463 | BIBA-3643 |